# Машаго Примо
Маша̀го Прѝмо (на италиански: Masciago Primo; на ломбардски: Masciagh, Машаг) е село и община в Северна Италия, провинция Варезе, регион Ломбардия. Разположено е на 347 m надморска височина. Населението на общината е 304 души (към 2017 г.).